# Fredrik Björnström

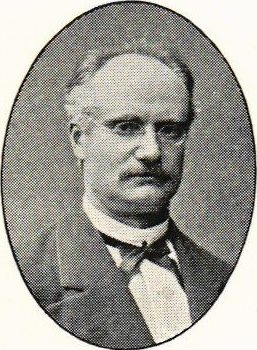
Fredrik Johan Björnström.

Fredrik Johan Björnström, född 28 april 1833 i Stockholm, död 23 september 1889 på Konradsberg, folkbokförd  i Hedvig Eleonora församling, Stockholm var en svensk psykiater. 
Björnström blev student vid Uppsala universitet 1851, företog 1852 och 1856 i botaniskt syfte resor till svenska lappmarkerna samt avlade teoretisk-teologisk examen 1856. Han blev filosofie magister 1857 och ägnade sig därefter åt läkarstudier, blev medicine licentiat 1862 samt 1864 medicine doktor. År 1863 blev han adjunkt i kirurgi och obstetrik vid Uppsala universitet, från 1865 adjunkt i teoretisk och praktisk medicin där. Han hade en betydande läkarpraktik i Uppsala och var 1868–78 även intendent vid Sätra hälsobrunn, där han införde flera nya kurmetoder. År 1878 utnämndes Björnström till medicinalråd samt 1884 till överläkare vid Stockholms hospital för sinnessjuka på Konradsberg och till e.o. professor i psykiatri vid Karolinska institutet, efter att under två år varit tillförordnad på dessa två befattningar.
Som hospitalsöverläkare intog Björnström en framstående plats. På hans initiativ inrättades 1883 ett boktryckeri på Konradsberg, det första vid svenskt hospital anlagda. Bland hans skrifter kan nämnas Studier i elektroterapi (i Uppsala universitets årsskrift, 1863), en mängd bidrag till Uppsala läkareförenings förhandlingar och till "Hygiea", De psychiatriska systemerna (1877), Respirations- och cirkulationsorganernas auskultation (1878), Sinnessjukdomar och abnorma sinnestillstånd, betraktade hufvudsakligen från rättsmedicinsk synpunkt (1883).
Han var bror till Johan Herman Björnström, Victor Björnström och Knut Björnström. Björnström var gift två gånger. I första äktenskapet med Hedvig Björnström, född Siefvert. De fick två barn: Elin Björnström och Ruth Björnström. I andra äktenskapet med Maria Björnström, född Håkansson.